# Cây cam mẹ
Cây cam mẹ là cây cam sống lâu đời nhất ở Bắc California. Cột mốc lịch sử California này hiện tọa lạc tại 400 Glen Drive, Oroville, California.

## Lịch sử
Ban đầu nó được trồng ở Bidwell's Bar gần Cầu Bar Bidwell, là giống cam ngọt Địa Trung Hải Citrus × sinensis. Cây cam hai mươi năm tuổi, đã được Thẩm phán Joseph Lewis mua lại ở Sacramento vào năm 1856 và được trồng phía tây đầu cầu.
Nhiều năm trôi qua, cây phát triển mạnh mẽ, đạt chiều cao hơn 60 feet (18 m), là một địa điểm yêu thích của các công nhân thợ mỏ. Họ lấy mẫu quả của nó và lưu hạt giống để trồng trong các chuồng ngựa trong cabin của họ. Trong một vụ mùa, nó cung cấp khoảng 600 pounds (273 kg) cam chín giữa tháng hai và tháng năm mỗi năm.

## Cấy ghép
Cây đã được cấy hai lần: một lần vào năm 1862 để tránh lũ của sông Feather; và lần thứ hai vào năm 1964 trong quá trình xây dựng đập Oroville khi nó được chuyển đến Trụ sở Công viên bang California ở Oroville. James Edward Huse, một người vận hành cần cẩu công trình Bigge đã di dời cây cam vào năm 1964 do tổ tiên ông liên quan đến việc vận chuyển cây ban đầu. Sự sống sót của cây đã chứng minh rằng ngành công nghiệp cam quýt có thể phát triển mạnh ở vùng khí hậu lạnh hơn như Bắc California, tạo động lực cho nhiều người trồng cam ở xung quanh Oroville.0

## Sự kiện gần đây
Năm 1998, một đợt sương giá nghiêm trọng xảy ra và cây đã ngừng sản xuất trái trong một số năm. Do sương muối, nấm phân hủy xâm nhập vào thân cây và làm rỗng nó. Để bảo tồn cây, các chuyên gia nhân giống tại Đại học California, Riverside đã nhân bản thành công cây vào năm 2003 và ba dòng vô tính đã được đưa đến Oroville để trồng.
Các tấm bia kỷ niệm lịch sử California cho cây cầu có thể được tìm thấy gần cây.